# Q4OS
Q4OS — дистрибутив Linux из семейства операционных систем GNU/Linux немецкого происхождения. Основан на Debian и ориентирован на настольные компьютеры. Он лёгкий и дружелюбный для начинающих пользователей, которым он предлагает по-умолчанию среду рабочего стола TDE (Trinity Desktop Environment) являющуюся форком KDE 3 и схожую внешне с Windows XP, или более современную KDE Plasma 5. На сайте есть устанощик в формате exe-файла, который дает возможность поставить систему в качестве приложения внутри ОС Windows.

## Описание
Данный дистрибутив ставит цель быть максимально простым и понятным для всех пользователей. При установке, система предлагает выбрать профиль, от него будет зависеть количество предустановленных компонентов. Есть возможность установить полностью чистую ОС, либо с минимальным количеством программ от KDE, дополнительными шрифтами, кодеками и браузером. Помимо стандартных методов инсталяции и удаления программ в Linux через терминал, в системе также имеется компонент под названием «Software Centre», из которого можно инсталлировать или удалить некоторые основные программы в привычном установщике, схожем с Windows системами. KDE Discover и Flatpak могут быть поставлены отдельно.
В целом, использование Q4OS аналогично большинству остальных дистрибутивов семейства Debian.
Как и Linux Lite, Q4OS позволяет повторно использовать старые компьютеры и бюджетные ноутбуки с низким уровнем ресурсов, на которых актуальные версии Windows или более требовательные дистрибутивы Linux не могут нормально функционировать. Таким образом, владельцы устаревших ПК могут продолжать использовать свои машины с современной и безопасной операционной системой и с действующей поддержкой.

## Системные требования

### Минимальные
Рабочий стол "Plasma":
- Процессор: 64 битный, с частотой не менее 1 ГГц
- Оперативная память: не менее 1 ГБ
- Жесткий диск: не менее 5 ГБ свободного места

Рабочий стол "Trinity":
- Процессор: 32 битный, с частотой не менее 350 МГц
- Оперативная память: не менее 256 МБ
- Жесткий диск: не менее 3 ГБ свободного места